# انتخابات محلی بریتانیا (۲۰۱۸)
انتخابات محلی بریتانیا (۲۰۱۸) (انگلیسی: United Kingdom local elections, ۲۰۱۸) در روز پنجشنبه ۳ مه ۲۰۱۸ برگزار شد.
این  انتخابات به صورت محلی در انگلستان برگزار خواهد شد و علاوه بر ۳۲ منطقه شهر لندن، ۳۴ شهرداری کلان‌شهر، ۶۸ شوراهای منطقه‌ای و ۱۷ اداره را در بر می‌گیرد. همچنین انجام انتخابات مستقیم شهرداری‌های منطقه هکنی لندن، منطقه لویشام لندن، منطقه نیوهام لندن، منطقه تاور هملتس لندن و منطقه واتفورد لندن نیز انجام خواهد گرفت.
با چند استثناء، تقریباً تمامی کرسی‌های انتخابات قبلی در انتخابات محلی سال ۲۰۱۴ انجام شد.

## واجد شرایط بودن برای رای دادن
تمام انتخاب کنندگان ثبت نام شده (شهروندان بریتانیایی، ایرلندی، کشورهای مشترک‌المنافع و اتحادیه اروپا) که در روز رای‌گیری سن آن‌ها ۱۸سال یا بالاتر است،دارای حق رای در انتخابات محلی هستند. فردی که دارای دو محل مسکونی است (مانند یک دانشجوی دانشگاه که درهنگام تحصیل یک آدرس دارد و در طول تعطیلات در منزل مسکونی‌اش هست) می‌تواند در هر دو آدرس بسته به این که در آن منطقه انتخابی ساکن باشد رای بدهد.